# WRT54G

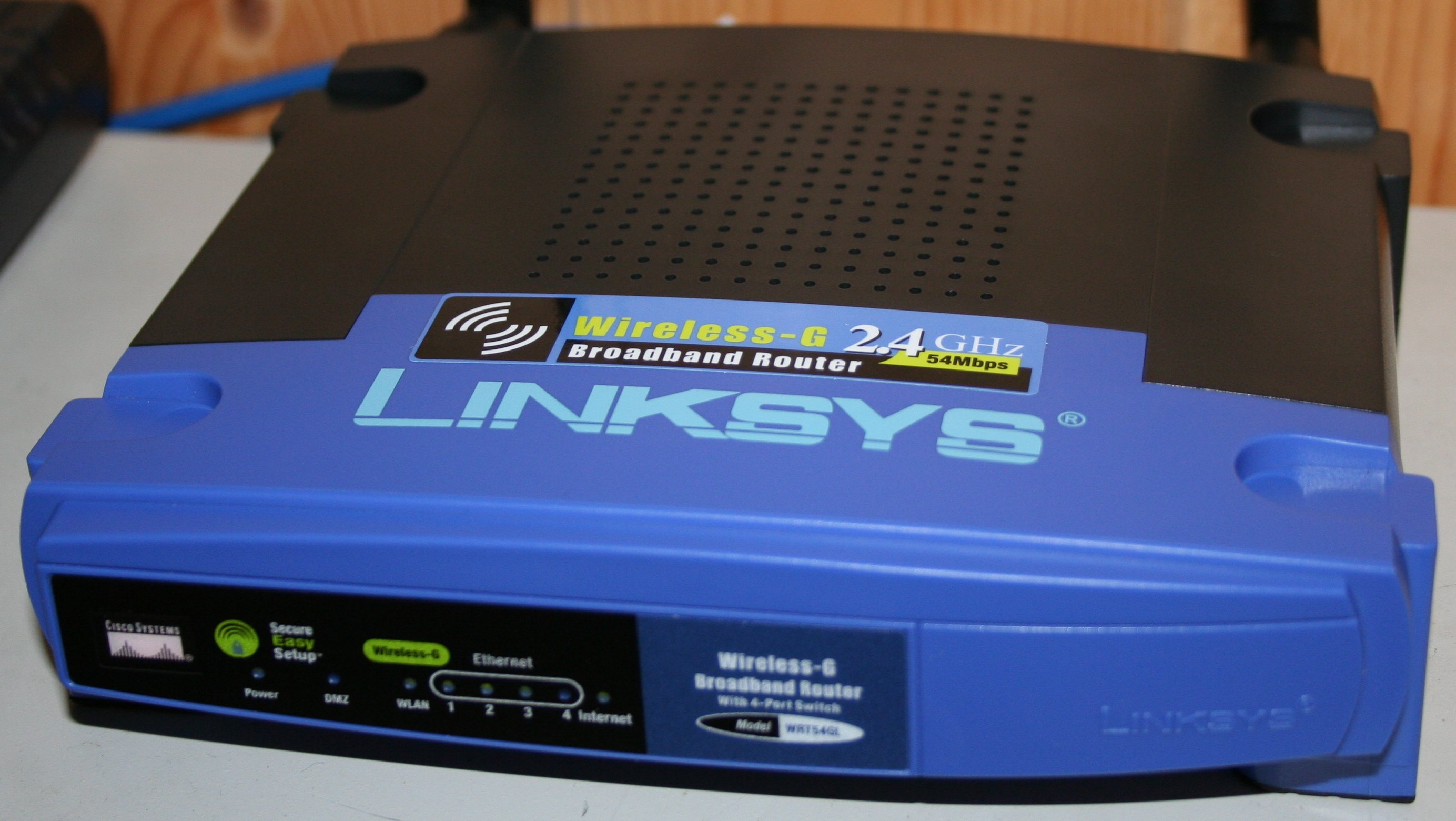
Linksys WRT54G

WRT54G, WRT54GS, WRT54GL, och WRTSL54GS är en serie WiFi-routrar från Linksys. Enheterna klarar av att dela uppkopplingar till Internet mellan flera datorer via 802.3-Ethernet och 802.11 b/g trådlöst.
Routrarnas är byggda för att köra firmware från tredjepartstillverkare, så som OpenWrt. OpenWrt är öppen källkod med GNU GPL-licens.